# Summer Lochowicz
Summer Louise Lochowicz (Townsville, 30 maart 1978) is een voormalige beachvolleybalspeler uit Australië. Ze nam eenmaal deel aan de Olympische Spelen.

## Carrière
Lochowicz debuteerde in 1997 met Danica Barty in Melbourne in de FIVB World Tour. In 2000 deed ze met Suzanne Himbeck aan vijf toernooien mee en kwam daarbij tot twee vijfentwintigste plaatsen (Osaka en Dalian). Het jaar daarop eindigde ze met Kylie Gerlic voor het eerst in de top tien van een mondiaal toernooi: in Macau werden ze negende. De rest van het seizoen speelde ze met Stacey Kloeden met wie ze niet verder dan een vijfentwintigste plek in Maoming kwam. Van 2003 tot en met 2004 vormde Lochowicz een vast team met Gerlic. Het eerste seizoen namen ze deel aan negen toernooien in de World Tour. Ze behaalden daarbij twee negende plaatsen (Klagenfurt en Mallorca). Het seizoen daarop deed het duo mee aan negen toernooien. In Klagenfurt en op Bali bereikten ze de kwartfinales. In 2004 speelde Lochowicz met Kerri Pottharst. Het koppel nam deel aan negen World Tour-toernooien. Op Mallorca eindigden ze als vierde achter Eva Celbová en Soňa Nováková en in Osaka en Gstaad behaalden ze een vijfde plaats. Ze plaatsten zich voor de Olympische Spelen in Athene. Daar bereikten ze als groepswinnaar de achtste finale waar ze werden uitgeschakeld door hun landgenoten Natalie Cook en Nicole Sanderson.
Het jaar daarop speelde Lochowicz drie wedstrijden met Cook. Ze behaalden een negende plaats in Stavanger en namen deel aan de wereldkampioenschappen in Berlijn. Daar verloren ze in de tweede ronde van het Braziliaanse tweetal Ana Paula Connelly en Leila Barros en werden ze in de tweede herkansingsronde uitgeschakeld door Antje Röder en Helke Claasen uit Duitsland. Na twee toernooien met Kloeden gespeeld te hebben, vormde Lochowicz een team met Tamsin Barnett. Het duo kwam in 2005 nog drie keer in actie en behaalde een negende plaats op Bali. In 2006 deden ze mee aan zes toernooien met twee negende plaatsen als resultaat (Stavanger en Sint-Petersburg). Het daaropvolgende seizoen kwam Lochowicz met Heike Jensen bij tien toernooien niet verder dan een vijfentwintigste plaats in Montreal. In 2008 nam ze met Eileen Romanowski aan acht kwalificatiewedstrijden in de World Tour deel, maar drong ze nergens door tot het hoofdtoernooi. In Stavanger speelde Lochowicz haar laatste internationale wedstrijd.

## Palmares
Kampioenschappen
- 2004: 9e OS